# زنجرک آب‌نباتی راه‌راه
زنجرک آب‌نباتی راه‌راه (نام علمی: Graphocephala coccinea) نام یک گونه از تیره زنجرک است. این گونه زنجرک در علف‌زارهای و بیشه‌زارها یافت می‌شود. اندازه این زنجرک ۶.۷ تا ۸.۴ میلیمتر می‌باشد و باخط‌های آبی‌رنگ و قرمز بر روی بال‌ها مشخص می‌گردد.